# Le Petit Chat curieux

Le Petit Chat curieux (Komaneko) est un film d'animation japonais réalisé par Tsuneo Goda, sorti en 2006 et disponible en France en DVD depuis le 17 novembre 2009.
D'une durée de 57 minutes, le film se compose de cinq histoires distinctes entrecoupées par des dessins au crayon. Il ne contient aucun dialogue, ce qui le rend accessible à tous.

## Histoires
- Le Premier Pas
- Caméra à la main
- Koma et Radi-Bo
- La Bataille de Radi-Bo
- De vrais amis

## Accueil critique
Selon Télérama ce « chat-marionnette » vit des histoires aussi drôles que vives et les personnages du film sont particulièrement expressifs. 

## Analyse
Le dernier film de la série est une mise en abyme puisque le chat tourne avec ses amis un film d'animation.

## Récompenses
- Prix de l'excellence au Japan Media Arts Festival 2003